# 天理教校親里高等学校
天理教校親里高等学校（てんりきょうこうおやさとこうとうがっこう）とは、かつて奈良県天理市にあった私立高等学校である。2005年、既存の天理教校附属高等学校に吸収されて、天理教校学園高等学校となり、廃止。

## 概要
- 海外布教に寄与する人材の育成を目的として、既存の天理教校附属高等学校（現在の天理教校学園高等学校）に併設される形で1989年に設置された。校舎は、既存の天理教校附属高等学校と同じ敷地内に設置されていた。天理教校附属高等学校との最大の違いは、募集が奈良県外出身者に限る（一部例外あり）という点だった。運営する法人は異なるが、天理大学への指定校推薦があった。

## 学科
- 普通科